# وسيم علماوي
وسيم يوسف بشير علماوي هو أستاذ ورئيس قسم الكيمياء الحيوية في جامعة الخليج العربي في البحرين منذ عام 2000. عمل أيضا رئيس المختبر الخاصة والتشخيص الجزيئي في البحرين.